# Fehérszélű sárkányfa
A fehérszélű sárkányfa avagy szerencsebambusz (Dracaena sanderiana) egyáltalán nem bambusz, hanem a spárgafélék (Asparagaceae) családjának sárkányfa (Dracaena) nemzetségébe tartozó növényfaj, az úgynevezett cserjeszerű dracénák egyike.

## Termesztése
Dísznövényként Európában is sok lakásban nevelik, méghozzá nem földbe ültetve, hanem vízkultúrában – vázában, illetve akváriumban, gyakran díszhalakkal (például sziámi harcoshallal) együtt. Tartása egyszerű, csak a vizet kell alatta rendszeresen cserélni. Az elpárolgott vízmennyiséget elég hetente, állott vízzel pótolni, teljes vízcsere csak 3–4 hetenként kell. Az önállóan (halak nélkül) nevelt szerencsebambusz vizéhez célszerű tápoldatot is adagolni (a cserepes növények öntözéséhez javasolt mennyiség negyedét).
A víz minőségére igen érzékeny: a klóros csapvíztől levelei hamar megsárgulnak, majd lehullanak.
Átlagos meleget, jó megvilágítást, rendszeres öntözést és vízpermetet igényel. A tűző napot rosszul viseli, de a hőmérsékletet télen se engedjük 17 °C alá süllyedni, mert a hűvösben elpusztulhat.
Földbe ültetve elveszti a bambuszhoz hasonló kinézetét, és a többi sárkányfához hasonló, tömött levélrozettás alakot ölt. Amint erre hivatalos fajneve is utal, az ilyen növény leveleinek szélén fehér sáv fut végig.

## Egyéb
- A kínai hagyományban szerencsehozónak számít, a feng shui szívesen alkalmazza.

## Veszélyek
- Állatoktól távol tartandó, mert mérgező. A növény szállítóvízében a tigrisszúnyog lárvái túlélhetik az utazást. Ez azért veszélyes, mert az Ázsiai tigrisszúnyog hordozza a Zika-vírust, amely a Mikrokefália (kisfejűség) nevű betegség kórokozója.[2]

## Képek

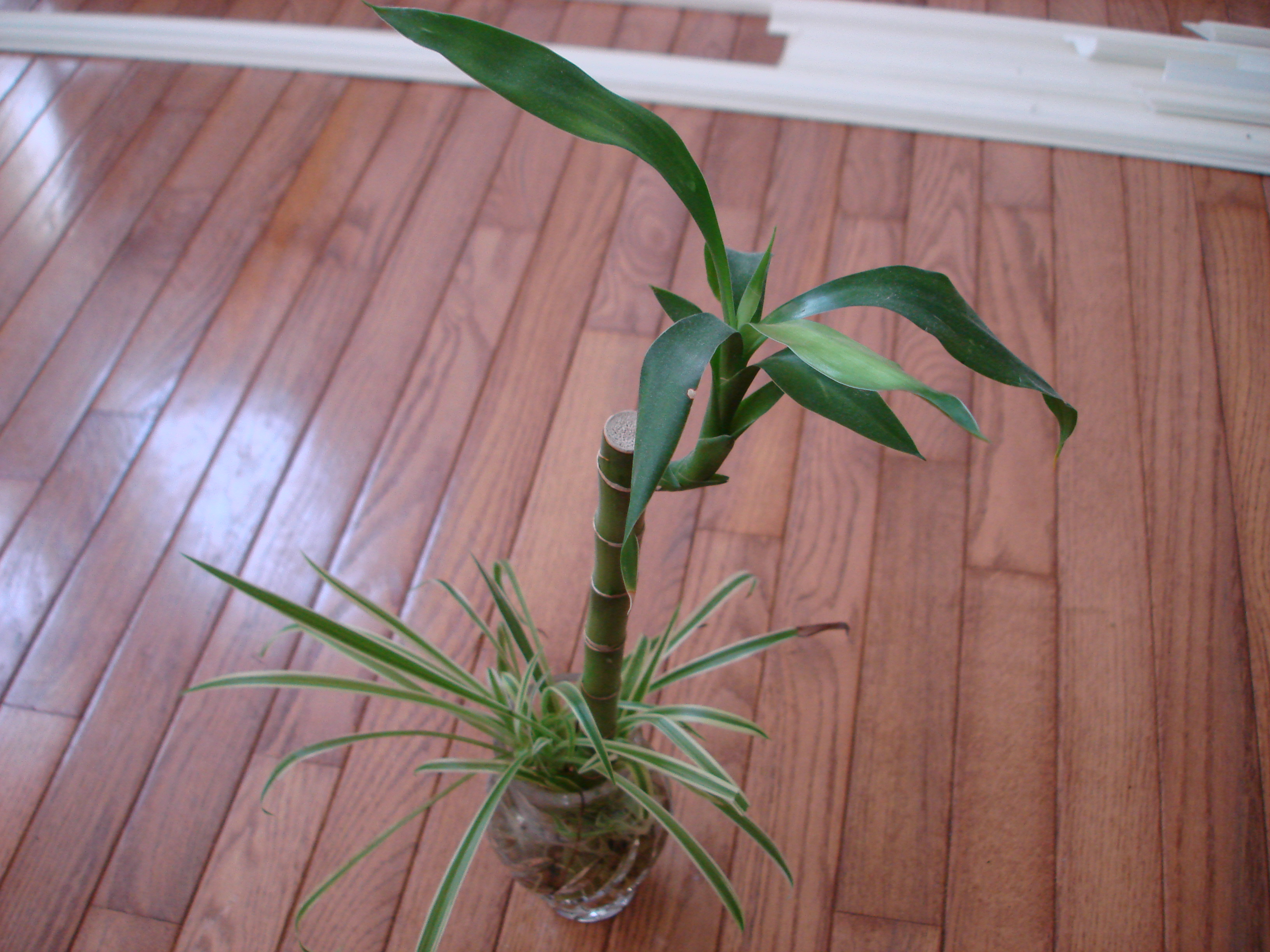
Levélrozettás, fehér szegélyű változat
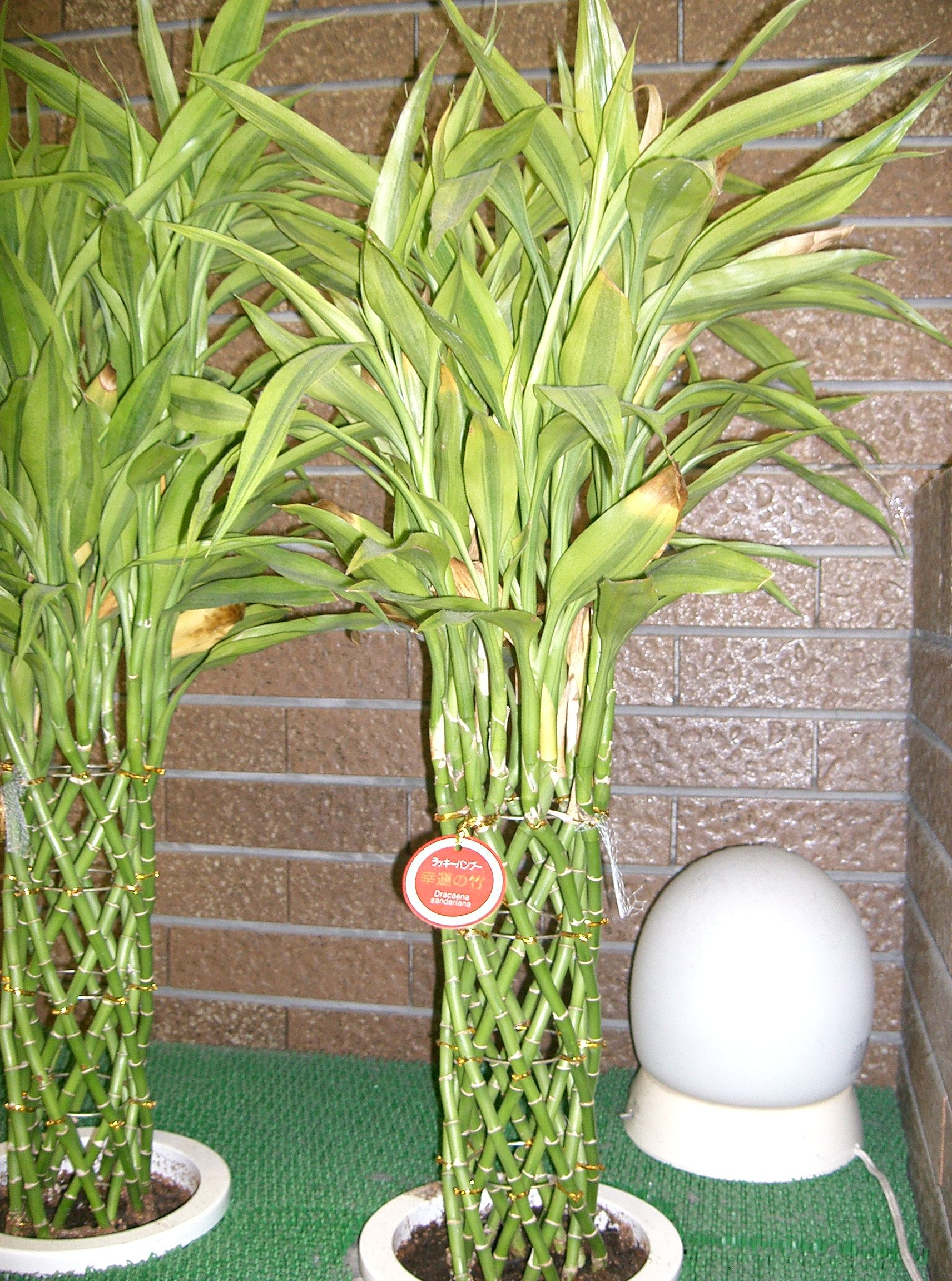
Fonatosra nevelt szerencsebambusz